# ناحیه ثنیه العابد
ناحیه ثنیه العابد (به عربی: دائرة ثنیة العابد) یک ناحیه در الجزایر است که در استان باتنه واقع شده‌است.